# Pieve del Cairo
Pieve del Cairo es una localidad y comune italiana de la provincia de Pavía, región de Lombardía, con 2.168 habitantes.

## Evolución demográfica
| Gráfica de evolución demográfica de Pieve del Cairo entre 1861 y 2001 |
|                                                                       |
| Fuente ISTAT - elaboración gráfica de Wikipedia                       |